# アルジュン・ナラシンハ・ケーシー
アルジュン・ナラシンハ・ケーシー（ネパール語: अर्जुन नरसिंह केसी）、ANKCとしても知られる、ネパールの政治家、元教授で、現在はヌワコット出身のネパール代表国会議員（MP）を務めている。国民会議派。 ケーシー は、教育、保健、住宅・物理計画、都市開発を担当するさまざまな連立政権で 5 回大臣を務めています。最近では 2016 年から 2017 年にかけて第二次ダハル内閣で都市開発大臣を務めました。 ケーシー 氏は選挙区ヌワコットから合計4回国会議員に当選している。
彼はネパール会議 (NC) の共同書記長および党の報道官を務めてきました。
ネパール会議の第14回総会で、ケーシー は党における若者のリーダーシップの必要性を理由に中央委員会への立候補を表明した。彼は現在、中央執行委員会の上級指導者として、議会および党内での汚職防止法、透明性、説明責任を主張しています。

## 幼少期の人生と教育
ケーシー  は、ネパールのカトマンズにあるトリブワン大学で政治学の修士号を取得しています。政界に入る前は、トリブバン大学の教授兼政治学部長を務め、実践的な擁護者でもあった。さらに、1982 年に米国ボストンのタフツ大学フレッチャー外交大学院で国際関係と外交政策の意思決定のフェローシップを修了しました。

## 政治家としてのキャリア

### 初期の政治家としてのキャリア

ケーシー 氏が故郷ヌワコットで議会制民主主義を支持する演説を行う

ケーシー は 1961 年から 1963 年にかけてシャンティ ヴィディヤ グリハ高校の書記長に選出され、初めて政治の舞台に登場しました。学生だった15歳の時、民主化活動への関与が理由で初めて投獄された。彼は民主主義原則への揺るぎない献身のため、生涯を通じて合計6年9ヶ月の懲役刑を経験した。議会上級指導部の指示により、ケーシーは1981年のラストリヤ・パンチャーヤット選挙に無所属で立候補し、議席を獲得した。
ケーシー はまず1982年から1983年までスーリヤ・バハードゥル・タパ政権で保健副大臣を務め、その後1995年から1999年まで保健・教育・身体計画大臣を務めた[1][2]。 ケーシーは1991年と1994年の議会選挙で二度国会議員に選出された。

### バンガルデシュ解放戦争 (1971)
1971 年のバングラデシュ解放戦争中、ケーシー は学生リーダーとしてバングラデシュ独立運動の支援に重要な役割を果たしました。 BPコイララの指導の下、ネパール議会はインドのバラナシに武器を購入・保管し、ケーシー はムクティ・バヒニへの供給を支援した。この取り組みは、ネパール議会によるバングラデシュの独立闘争と連携する広範な戦略の一環であり、ネパールにおける議会制民主主義を求める独自の運動を推進する手段とみなしている。 2011年から2013年にかけて、バングラデシュはその多大な貢献を讃え、335人にバングラデシュ自由栄誉賞を授与した。これらの著名な「バングラデシュの友人」を特定するために、大臣、公務員、市民社会の代表者で構成される全国委員会が設立されました。 ケーシー は独立運動での役割が評価され、名誉勲章を授与された。

### 保健人口大臣 (1995 - 1997)

ケーシー 氏（左から3人目）、NC党のGPコイララ元首相（右から3人目）との会合にて

1996 年、ケーシー は、都市部で余った医師を人員不足の丘陵地帯やタライ地域に移動させることを目的としたネパールの医療制度の見直しにおいて重要な役割を果たしました。[1]同氏は、ネパールの十分なサービスが受けられていない地域で働く人々に、強力なインセンティブ、より迅速な昇進、手当や訓練の機会の増加を導入した。さらに、昇進基準の厳格化と、丘陵地に赴任する医師が一時的だが無期限の転勤で都市に戻る手配をするためによく使われる抜け穴「カージ」の制限も設けられた。新しい法律は、この慣行を年間 1 か月に制限しました。

### 文部大臣 (1998-1999)
ケーシー は第2次GPコイララ内閣で再び教育大臣に任命された[1][2]。 ケーシーは、国際高等教育におけるネパールの学位の同等性を確保するための諸外国との協定を促進することにより、ネパールの教育資格の認知を大きく前進させた。彼の努力により、ネパールの学生はより効果的に海外でさらなる研究を進めることができ、ネパールの学位が時代遅れであるか、外国の学術目的では認められていないと見なされることが多かった以前の課題を克服しました。
1998 年、ケシャール マハルの古い新古典主義庭園は、商業センターの建設のために取り壊されることになりました。しかし、ケーシーはカルナ・シャキャの助言により取り壊し作業を直ちに中止し、夢の庭園という新たな名前で一般公開を宣言した。
1999年、ケーシーはネパール会議党の国際関係部長に指名された。 2000年9月25日、ケーシーは当時の党大統領ギリヤ・プラサド・コイララによってネパール議会の報道官に任命された。

### 2006 年革命中の役割

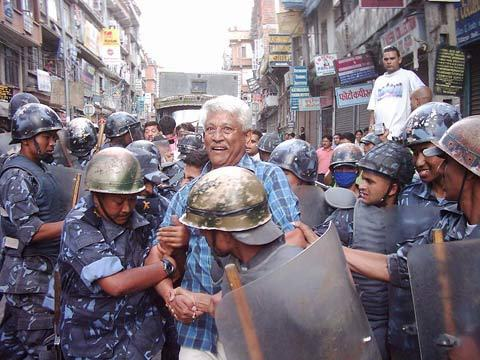
ギャネンドラ前国王は2006年の人民運動中にケーシーなどの著名な指導者を逮捕した

ケーシーは、ギャネンドラ前国王の直接統治に反対する人民運動のための七党同盟において、NCを代表してカトマンズ渓谷のコーディネーターを務めた[1][2]。 2005年2月16日、ネパール警察は国王が非常事態を発令して抗議活動を禁止し、主要な党指導者を拘束して基本的権利を停止して以来初めてサネパの党事務所でケーシーを逮捕した。
ケーシーは釈放されるまで3ヶ月を刑務所で過ごし、1週間後にネパールのバンクでの党の会合に出席中に再び逮捕された。 ケーシーは、2005年8月にカトマンズで開催された第11回ネパール会議総会の後、GPコイララによって共同書記長に任命された。

### 都市開発大臣（2016年–2017年）

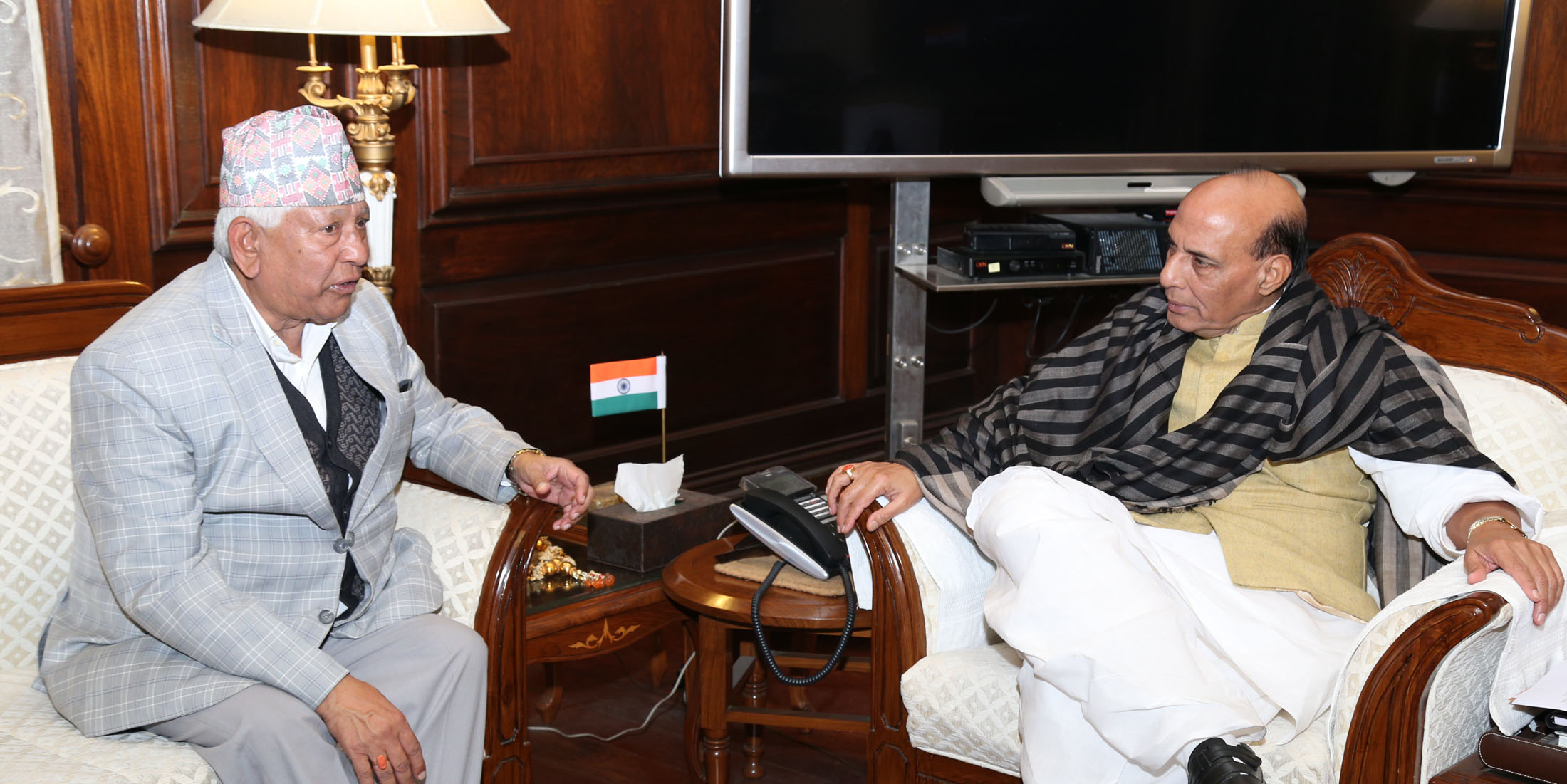
ケーシー都市開発大臣とインド内務大臣ラジナート・シン（2016年）

都市開発省勤務中、ケーシー氏は来年度の財政計画を策定しながら持続可能な開発目標の推進に強力な役割を果たした。 2017 年 4 月 23 日、ケーシー は渓谷外の恵まれない地域社会に 25,000 戸の住宅を提供することを目的とした人民住宅プログラムを設立しました。
さらに、2017 年 4 月 26 日、ケーシー は都市化をより体系的にするためにカトマンズの外環状道路の建設を開始することに最終同意した。提案されていた71.93kmの道路は、政治的内紛と汚職のため13年以上棚上げされた。外環道路の建設の第 1 段階は来年度からチョブハル - ガムチャ - サトゥンガル間の 6.6 km の区間に沿って開始され、14,000 人を超える地主が所有する約 8,000 ロパニの土地面積がカバーされます。環状道路の全長のうち、カトマンズ、ラリトプル、バクタプルのカバー範囲はそれぞれ 35.08 km、15.80 km、21.05 km になります。

### 現在の活動 (2022年–現在）
ケーシーは第14回総会中に2,650票を獲得して再び中央作業委員会の委員に選出された。 2022年1月28日、ケーシーはシャー・バハドゥル・デウバ党委員長によって中央会議党の最高指導部で構成される中央執行委員会のメンバーに指名された。
2022年2月17日、ケーシーはバルワタルの首相官邸で本『ネパール会議略史』を発表した。デウバ首相はこの本を出版し、ケーシーの書いた本をすべての国民が読むべきであるとの見解を表明し、この本は党の歴史について知りたい人にとっての指針となるだろうと述べた。
2022年の総選挙で、ケーシーはネパール議会の候補者としてヌワコット-2を獲得し、28,107票を確保し、ラストリヤ・スワタントラ党の候補者スマン・ビクラム・パンディーを11,000票以上の差で破った。 ケーシー氏は現在、下院公会計委員会（PAC）の委員を務めている。委員会は2023年の正式な委員長選挙を待っていたため、ケーシーは最上級委員であり、代理の立場で会議の議長を務めた。
2024年6月、PACはポカラ国際空港とゴータマ・ブッダ（バイラハワ）国際空港の建設における不正の疑いを調査するために2つの小委員会を設置した。 12 人のメンバーからなるパネルには、K.C.そのメンバーの間で。 PAC メンバーとして、K.C. PAC指令の執行と滞納解決を公に強調している[8]。

## 私生活
ケーシーには6人の兄弟と3人の姉妹がいます。彼には4人の娘と1人の息子を含む5人の子供がいます。彼の二番目の長女であるアンジャナ・ケーシー・タパは、人気のある若者のリーダーで元保健大臣のガガン・タパと結婚した。